# Franz Xaver Schmidt (Politiker)
Franz Xaver Schmidt (* 21. Oktober 1828 in Landsberg; † 17. September 1914 ebenda) war Jurist und Mitglied des Deutschen Reichstags.

## Leben
Schmidt besuchte von 1839 bis 1847 die Vorbereitungsklasse und das Gymnasium in Augsburg. Anschließend studierte er bis 1851 an der Universität München Rechtswissenschaften.
Von 1851 bis 1857 war er Anwalt in Landsberg und von 1858 bis 1861 Accessist in Weilheim. Von 1861 bis 1863 war er Bezirks-Gerichts-Sekretär in Eichstätt und von 1863 bis 1865 Landgerichts-Assessor in Beilngries. Zwischen 1865 und 1871 war er Bezirks-Gerichts-Assessor in Eichstätt und von 1871 an Rat in Amberg. Sein Endamt war Oberlandesgerichtsrat.
Von 1881 bis 1890 war er Mitglied der Reichstagsfraktion  des Zentrums und Abgeordneter für den Wahlkreis Mittelfranken 4 (Eichstätt, Beilngries, Weissenburg). Zwischen 1887 und 1899 war er außerdem Mitglied der Bayerischen Kammer der Abgeordneten.